# Мкапа, Бенджамин
Бенджамин Уильям Мкапа (англ. Benjamin William Mkapa; 12 ноября 1938, Нданда — 24 июля 2020, Дар-эс-Салам) — третий президент Республики Танзания (1995—2005).

## Биография
Мкапа родился в 1938 году в южной части Танганьики. Окончил Университет Макерере в Уганде в 1962 году. Он также обучался в Колумбийском университете, где в 1963 году получил степень магистра в области международных дел. Возглавлял миссию Танзании в Канаде в 1982 году и в Соединённых Штатах Америки в 1983—1984 гг. Был министром иностранных дел с 1977 по 1980 и с 1984 по 1990 год.
В 1995 году Мкапа был избран президентом на фоне антикоррупционной кампании и при сильной поддержке бывшего президента Джулиуса Ньерере.
В январе 1996 году была учреждена Президентская антикоррупционная комиссия, в задачи которой входило изучение законодательной базы, процедур и правил лицензирования, налогообложения и государственных тендеров. Кроме того, правительство Мкапы поддерживало общественные институты, которые могли бы помочь в борьбе с коррупцией, прежде всего, СМИ и неправительственные организации. Подавая пример чиновникам, президент первым открыл для общественности информацию о своих активах и активах жены.
Результаты антикоррупционной кампании Мкапы оцениваются противоречиво. Она, безусловно, способствовала возвращению доверия иностранного бизнеса к инвестициям в Танзании. Иностранные инвестиции во многом обеспечили экономический рост, который демонстрировала Танзания в годы правления Мкапы. В течение 10 лет ВВП страны увеличивался на 5 % в год — в два раза больше, чем при его предшественнике. Правительство также смогло обуздать инфляцию, которая при Мвиньи составляла около 35 %, а к 2002 году снизилась до 5 %.
В то же время критики отмечают, что антикоррупционная кампания была фактически PR-кампанией правящей партии ЧЧМ, которая хотела удержать власть, а реальный уровень коррупции оставался таким же, как при президенте Мвиньи.
Второй пятилетний срок Мкапа на посту президента завершился в декабре 2005 года. В течение этого срока Мкапа были приватизированы государственные корпорации. Его сторонники утверждали, что привлечение иностранных инвестиций будет способствовать экономическому росту. Его политика получила поддержку Всемирного банка и Международного валютного фонда и привела к списанию части внешнего долга Танзании.
Он был подвергнут критике за неэффективность некоторых его мер по борьбе с коррупцией, а также за расходы, которые эксперты считают излишними. В частности, Мкапа потратил 15 миллионов фунтов на частный президентский самолёт, а также почти 30 миллионов фунтов стерлингов на закупку военной авиационной техники.
Репутация президента также была подмочена делом о приватизации угольной шахты Кивира. В 2005 году, незадолго до окончания второго срока, эту шахту по заниженной цене выкупила компания, созданная Мкапой совместно с министром природных ресурсов Йоной. Скандал разгорелся уже после окончания президентских полномочий.
Умер 24 июля 2020 года.